# Shire of Peppermint Grove
Shire of Peppermint Grove är en local governement area (kommun) i Australien. Den ligger i delstaten Western Australia, omkring 10 kilometer sydväst om delstatshuvudstaden Perth. Antalet invånare är 1 681. Det är Australiens minsta kommun och dess enda samhälle är orten Peppermint Grove.